# Eberhard Kessel
Eberhard Kessel (* 1. April 1907 in Hannover; † 17. Januar 1986 in Mainz) war ein deutscher Historiker.

## Leben
Eberhard Kessel, Sohn des Staatsanwalts Paul Kessel und seiner Frau Helen, geborene Woolnough, besuchte von 1917 bis 1925 Gymnasien an verschiedenen Orten. Nach dem Abitur nahm er ein Geschichtsstudium an der Universität Leipzig auf, das er in Berlin fortsetzte und um Philosophie und Klassische Philologie ergänzte. Albert Brackmann, Fritz Hartung und Friedrich Meinecke waren dort seine akademischen Lehrer.
Seit 1928 war Kessel wissenschaftlicher Assistent an der Berliner Universität, wo er am 24. Februar 1931 bei Brackmann und Robert Holtzmann über Die Magdeburger Geschichtsschreibung im Mittelalter bis zum Ausgang des 12. Jahrhunderts promoviert wurde. Seine nach Förderung durch die Notgemeinschaft der deutschen Wissenschaft 1936 abgeschlossene Habilitationsschrift Quellen und Untersuchungen zur Geschichte der Schlacht bei Torgau betreute Walter Elze, ein Spezialist für die Epoche Friedrichs des Großen.
In der Zeit des Nationalsozialismus erhielt Kessel jedoch keine Dozentur, „da er nicht bereit war, dem Nationalsozialismus Konzessionen zu machen.“ In amerikanischer Kriegsgefangenschaft allerdings konnte er eine akademische Lehrtätigkeit aufnehmen:

„Im Lager Dermott im Staate Arkansas wurde eine Lageruniversität eingerichtet, und Dr. Kessel wurde zum Ordinarius der geschichtswissenschaftlichen Abteilung bestellt“

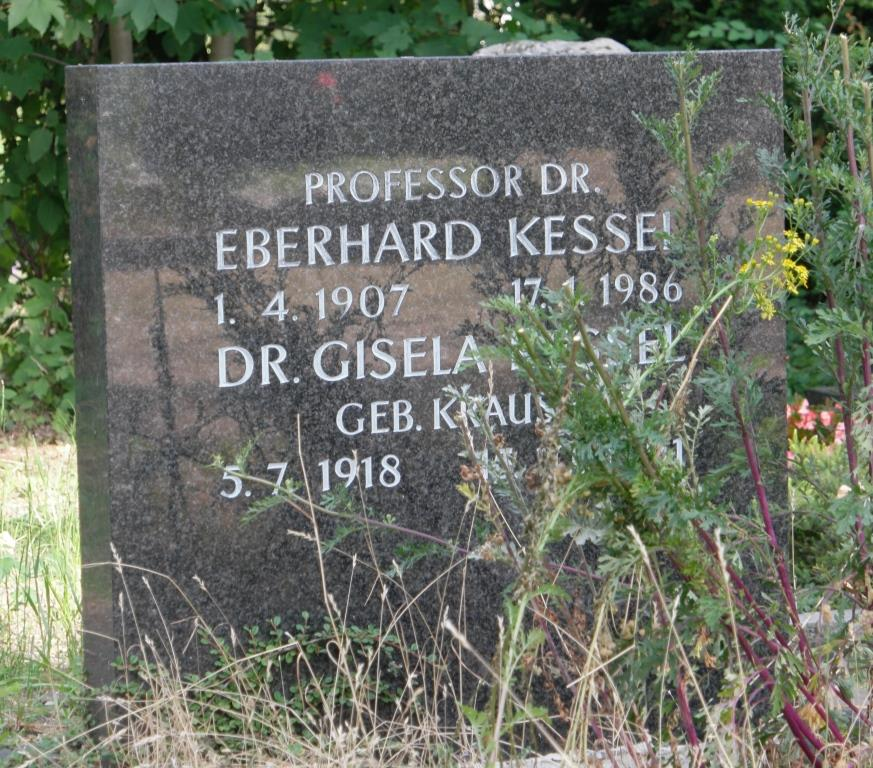
Grab von Eberhard Kessel auf dem Hauptfriedhof in Mainz

Nach der Entlassung aus der Kriegsgefangenschaft wurde Kessel im Mai 1946 Dozent an der Philipps-Universität Marburg und 1954 ebendort außerplanmäßiger Professor. Von 1962 bis 1973 war er Inhaber des Lehrstuhls für Mittlere, Neuere und Neueste Geschichte an der Johannes Gutenberg-Universität Mainz. Außerdem fungierte er als Dekan (1968 bis 1969) und Prodekan (1969–1971). Ab 1970 war er Vizepräsident der Internationalen Kommission für Militärgeschichte.
Kessel war ab 1947 verheiratet mit Gisela Kessel, geborene Krause, und Vater von zwei Kindern.

## Leistungen
Kessel war vor allem Geistes- und Ideenhistoriker und nahm dabei eine zwischen Leopold von Ranke und Friedrich Meinecke liegende Haltung ein, dessen Werke er mit herausgab. Als solcher versuchte er, die in der Geschichte wirksamen Ideen zu ergründen und sie als Grundlage der Gegenwart zu verstehen. Daher betrachtete er die Geschichte nie als Wissenschaft „von totem Fakten- und Datenwissen“.
Neben seinen Arbeiten zur Ideengeschichte forschte Kessel zur Militärgeschichte: Die strategische Planung militärischer Operationen untersuchte er vor allem bei Carl von Clausewitz und Helmuth von Moltke, aber auch bei Friedrich dem Großen, Scharnhorst, Gneisenau und Schlieffen. Er war Mitglied, ab 1970 Vizepräsident, der Internationalen Kommission für Militärgeschichte.

## Veröffentlichungen (Auswahl)
Bibliographie, in: Heinz Duchhardt (Hrsg.): Festschrift für Eberhard Kessel zum 75. Geburtstag. Fink, München 1982, ISBN 3-7705-2080-7, S. 365–370.
- Die Magdeburger Geschichtsschreibung im Mittelalter bis zum Ausgang des 12. Jahrhunderts. In: Sachsen und Anhalt. Jahrbuch der Historischen Kommission für die Provinz Sachsen und für Anhalt 7, 1931, S. 109–184 (zugleich: gekürzte Fassung der Dissertation, Berlin 1931).
- Quellen und Untersuchungen zur Geschichte der Schlacht bei Torgau. Junker und Dünnhaupt, Berlin 1937 (= Schriften der Kriegsgeschichtlichen Abteilung im Historischen Seminar der Friedrich-Wilhelms-Universität Berlin. Allgemeine Reihe, 17; zugleich: Habilitationsschrift, Berlin 1936).
- als Hrsg.: Carl von Clausewitz – Strategie aus dem Jahr 1804, mit Zusätzen von 1808 und 1809. Hamburg 1937.
- Zeiten der Wandlung. Hauptepochen abendländischer Geschichte. Van der Horst, Hamburg 1950.
- Moltke. Koehler, Stuttgart 1957.
- als Hrsg.: Friedrich Meinecke: Gesamtausgabe. 1962 ff., Band 4, 7, 8 und 9.
- als Hrsg.: Die Briefe von Carl Schurz an Gottfried Kinkel. Carl Winter Universitätsverlag, Heidelberg 1965.
- Wilhelm v. Humboldt. Idee und Wirklichkeit. Koehler, Stuttgart 1967.
- als Mitherausgeber: Jahrbuch Amerikastudien und Beihefte. Ab 1968.
- Militärgeschichte und Kriegstheorie in neuerer Zeit. Ausgewählte Aufsätze. Hrsg. und eingeleitet von Johannes Kunisch. Duncker & Humblot, Berlin 1987, ISBN 3-428-06249-3 (= Historische Forschungen. Band 33).
- Das Ende des Siebenjährigen Krieges. 1760–1763. Textband und Kartenschuber. Im Auftrag des Militärgeschichtlichen Forschungsamtes hrsg. von Thomas Lindner. Schöningh, Paderborn u. a. 2007, ISBN 978-3-506-75706-7.